# Niccolò Gualtieri

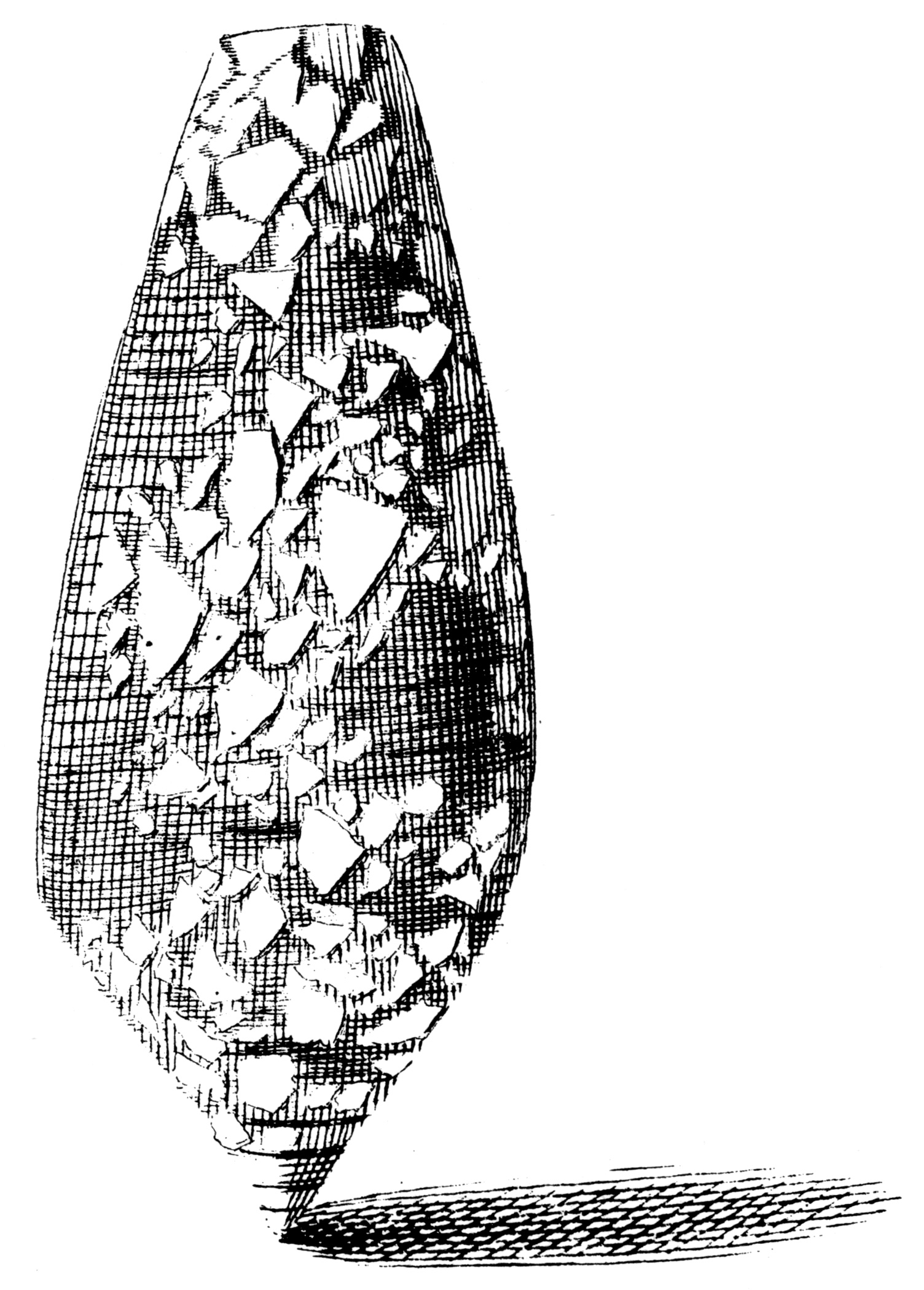
Conus aulicus, aus dem Index Testarum Conchyliorum 1742

Niccolò Gualtieri (* 9. Juli 1688 in Florenz; † 15. Februar 1744 ebenda) war ein italienischer Arzt und Naturforscher. Er ist bekannt für sein Buch über Conchylien.

## Leben
Gualtieris Vater Lorenzo kam aus Orvieto oder Urbino und kam mit dem Hof von Vittoria della Rovere nach Florenz, als diese 1634 Ferdinando II. de’ Medici heiratete. 1708 ging Gualtieri nach Pisa, um Philosophie und Medizin bei Giuseppe Zambeccari (1665–1728) zu studieren mit dem Abschluss 1713. Danach war er Arzt in Florenz. Er wurde Leibarzt von Violante Beatrix von Bayern, dann zunächst stellvertretender und dann Leibarzt (Archiater) von Giovanni Gastone de’ Medici. Nach dessen Tod 1737 verlor er die Stellung als Hofarzt und ging nach Pisa als Professor an die Universität. Er starb 1744 in Florenz und liegt in der Chiesa de’ Padri del Carmine begraben.
Daneben hatte er eine umfangreiche Conchylien-Sammlung, deren Katalog er 1742 veröffentlichte mit 110 Tafeln mit naturgetreuen Abbildungen von Mollusken-Schalen, darunter auch eine der ersten Abbildungen von Papierbooten. Die Abbildungen sind von Giuseppe Menabuoni (1708–1745) und Antonio Pazzi (1706–1768) und im Buch ist auch ein Porträt von Gualtieri von Pazzi. Einige Exemplare haben handkolorierte Abbildungen. In seiner Sammlung waren auch Exemplare aus der des holländischen Malakologen Georg Eberhard Rumpf.
Er sammelte etwa ab 1731, als die toskanische Regierung ihn nach Portoferraio auf Elba schickte, um eine Epidemie zu bekämpfen. Dort sammelte er Mineralien, Conchylien und Fossilien.
Er war später Professor in Pisa und seine Sammlung ist am Naturhistorischen Museum in Pisa (Museo di storia naturale e del territorio dell’Università di Pisa), nachdem sie Franz von Lothringen 1747 aufkaufte. Carl von Linné benutzte viele der Exemplare der Sammlung als Typexemplare für sein Systema Naturae. Gualtieri war auch an Botanik interessiert und 1716 Gründungsmitglied der Botanischen Gesellschaft von Florenz (Socièta Botanica Fiorentina), mit Giuseppe Gaetano Moniglia (1688–1750), Sebastiano Franchi und Pier Antonio Micheli (1679–1737). Bald darauf verließ er die Gesellschaft mit Moniglia aufgrund eines Streits mit Franchi und Micheli, trat aber 1732 wieder bei. Die Gesellschaft war wahrscheinlich die älteste botanische Gesellschaft Europas. Er zeichnete auch und schrieb Gedichte.
1725 veröffentlichte er ein Buch, in dem er der zukunftsweisenden These von Antonio Vallisnieri entgegentrat, Quellen würden von Regenwasser gespeist (er befürwortete das Meer als Quelle). Das wurde allerdings so schlecht aufgenommen, dass seine Patronin Violante Beatrix von Bayern ihm weitere Veröffentlichungen dazu verbot.

## Schriften
- Index Testarum Conchyliorum, quae adservantur in Museo Nicolai Gualtier, Florenz: Caetano Albizzini 1742, Digitalisat, SUB Göttingen